# ديفيد يونغ
ديفيد يونغ (بالإنجليزية: David Young)‏ (31 يناير 1965 في المملكة المتحدة - ) هو لاعب كرة قدم بريطاني في مركز الدفاع.